# Florence Descampe
Pour les articles homonymes, voir Descampe.
Florence Descampe, née le 1er juin 1969 a été une golfeuse professionnelle Belge.

## Biographie
Originaire du Golf de Rigenée, Florence Descampe a joué aux États-Unis au LPGA Tour et à l'European Ladies Tour.
Elle a remporté durant sa carrière sept victoires mondiales, y compris la victoire au McCall's LPGA Classic en 1992.
Elle est membre de l'équipe de la coupe de Solheim 1992.

## Vie privée
De son mariage avec Daniel van Dievoet (1963-2011), Florence Descampe a eu trois enfants, Élodie (1996), golfeuse pour l'Université du Michigan, Maxence (2000) et Alban (2007).

## Victoires professionnelles

### LPGA Tour (1)
- 1992 (1) McCall's LPGA Classic

### Ladies European Tour (6)
- 1988 (1) Danish Ladies' Open
- 1990 (3) Valextra Classic, Italian Ladies' Open, Woolmark Ladies' Matchplay
- 1991 (1) Lufthansa Ladies' German Open
- 1994 (1) OVB Damen Open Austria